# Diedrich Johann Longé

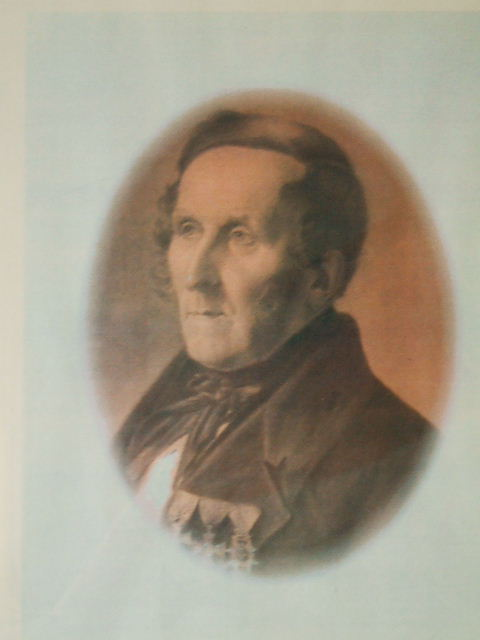
Diedrich Johann Longé

Diedrich Johann Longé (* 5. Dezember 1779 in Innala; † 10. Mai 1863 in Stralsund) war ein schwedischer und preußischer Offizier der Marine. Er war maßgeblich am Aufbau der preußischen Marine beteiligt.
Longé wurde im damals zu Schweden gehörenden finnischen Landgut Innala geboren. 1794 trat er in das Savolax-Infanterie-Regiment ein und wechselte 1799 zur Marine. Am 23. Mai 1801 legte er das Examen als Marineoffizier in Sveaborg (finn.: Suomenlinna) ab und diente bis 1805 in der schwedischen Kriegsmarine. 1805 wurde er vom Dienst freigestellt, um sich auf englischen Handels- und Kriegsschiffen weiter zu qualifizieren. Er geriet in russische und französische Kriegsgefangenschaft. Longé diente bereits unter schwedischer Flagge in Schwedisch-Pommern und wurde am 15. August 1815 aus der schwedischen Marine beurlaubt, um in der preußischen Marine zu dienen, nachdem Preußen Vorpommern von Schweden erhalten hatte. Der preußische König bestätigte diese Übernahme am 2. April 1816 und ernannte Longé zum Kapitän. Er war fortan in Stralsund stationiert, das zu dieser Zeit noch Festungscharakter hatte.
In Stralsund veranlasste Longé den Bau des bewaffneten Schoners Stralsund, was als Geburtsstunde der preußischen Marine gilt. Er wurde Kommandant des Schiffs.
Am 10. Juli 1820 legte er einen Plan vor, der einen allmählichen Ausbau der preußischen Marine vorsah. Nach der Bildung des Königlichen Marine-Depots auf dem Dänholm vor Stralsund wurde Longé am 17. August 1827 dessen Vorsteher. Er war mit an der Erarbeitung eines Flottenplans 1836 beteiligt. 1848 wurde er Vorsitzender des Marineausschusses in Stralsund und veranlasste den Bau des Ruder-Kanonenboots „Strela-Sund“. Nachdem der preußische König seinen Antrag auf Reaktivierung abgelehnt hatte, gab Longé die Arbeit im Marineausschuss auf.
Er starb am 10. Mai 1863 und wurde auf dem Stralsunder St.-Jürgen-Friedhof (Knieperfriedhof) bestattet. Sein Grab ist dort allerdings heute nicht mehr lokalisierbar.